# Statisticien
Le statisticien utilise des statistiques théoriques et appliquées dans le secteur privé et le secteur public. Le cœur du travail est de mesurer, interpréter et décrire le monde en combinant généralement l'interprétation statistique avec des fortes connaissances sur le domaine d'étude. 

## Description du métier
Les domaines d'applications sont très variés : la production, la recherche, les finances, la médecine, l'assurance et les statistiques descriptives au sujet de la société. Les statisticiens sont souvent employés en tant qu'aides à la décision. Ils effectuent des recherches sur des concepts, des théories, des procédés et des méthodes statistiques, sous leurs aspects mathématiques et autres, les améliorent, et donnent des avis sur leurs applications dans des domaines tels que le commerce, la médecine, les sciences sociales et autres, ou les appliquent eux-mêmes.
Leurs tâches consistent : 
1. à étudier, améliorer et mettre au point des théories et des méthodologies statistiques ;
2. à préparer et organiser des enquêtes et d'autres collectes de données statistiques, et à mettre au point des questionnaires ;
3. à évaluer, traiter, analyser et interpréter des données statistiques et à les préparer en vue de leur publication ;
4. à donner des avis sur divers modes de collecte des données, sur des méthodes et techniques statistiques, ou à les appliquer eux-mêmes, et à déterminer la fiabilité des résultats de leur application, en particulier dans des domaines tels que le commerce ou la médecine ainsi que d'autres secteurs des sciences naturelles, des sciences sociales ou des sciences de la vie ;
5. à préparer des communications scientifiques et des rapports ;
6. à s'acquitter de fonctions connexes ;
7. à surveiller d'autres travailleurs.

Parmi les professions qui entrent dans ce groupe de base figurent les suivantes : démographe, statisticien, statisticien mathématicien, statisticien en statistiques appliquées...
Parmi les professions apparentées, classées ailleurs, figurent les suivantes : assistant statisticien, employé, service statistique...

## Formation

### En France
- DUT STID (« Statistique et Informatique Décisionnelle »)
- Licence
  - MIASHS (Mathématiques Appliquées aux Sciences Humaines et Sociales)
  - L3 « statistique et informatique appliquées à l'assurance et à la santé »
- Master
  - Master 1&2 MODE «Modélisation en écologie» (Université de Rennes)[2]
  - Master 2 ESA « Économétrie et Statistique Appliquée» (Université d'Orléans)[3]
  - Master 2 B3S « Biostatistique, Biomathématique, Bioinformatique et Santé » (Université Lyon 1)[4]
  - Master 2 SITN « Statistique, informatique et techniques numériques » (Université Lyon 1)
  - Master 2 MAS « Mathématiques Appliquées et Statistiques » (Universités Bordeaux I, Bordeaux II et Bordeaux IV)[5]
  - Master 2 IMSD « Ingénierie Mathématique pour la Science des données » (Université Nancy 1)[6]
  - Master 2 SSD « Statistique et science des données » (Université Grenoble Alpes)[7]
- Jusqu'au début des années 2010, les IUP - anciens instituts universitaires professionnalisés - à composante statistique :
  - IUP de Vannes (Université de Bretagne Sud) - Filière « Mathématique, Informatique et Statistique ».
  - IUP « Informatique Décisionnelle et Statistique » de Lyon
  - IUP « Statistique et Informatique Décisionnelle » de Toulouse
  - IUP « Ingénierie Économique » à Toulouse
  - IUP « Ingénierie Économique et Statistique » à Evry
  - IUP « Mathématiques Appliquées et Industrielles » à Grenoble
  - IUP « Économie d’entreprises », filière Statistique Appliquée à Lille
  - IUP « Ingénierie Informatique Économique et Statistique » à Lille
- Les écoles d’ingénieurs et de statistiques :
  - L’ENSAI (École nationale de la statistique et de l'analyse de l'information)
  - L'ENSAE (École nationale de la statistique et de l’administration économique ParisTech)
  - L'ISUP (Institut de Statistique de l'Université de Paris 6)
  - POLYTECH’LILLE (École Universitaire d’Ingénieurs de Lille)
  - Les INSA
  - L’ISIMA (Institut supérieur d'informatique, de modélisation et de leurs applications à Clermont-Ferrand).
  - POLYTECH’NANTES
  - L’École Supérieure en Sciences Informatiques (ESSI)

### Au Maroc
- Les écoles d’ingénieurs et de statistiques:
  - L’INSEA (Institut national de statistique et d'économie appliquée)
- Master
  - FSR (Faculté des sciences de Rabat)

### En Tunisie
- Les écoles d’ingénieurs :
  - École supérieure de la statistique et de l'analyse de l'information

### En Algérie
- Les écoles d’ingénieurs :
  - École nationale supérieure en statistique et en économie appliquée d'Alger ENSSEA

### En Haïti
- CTPEA : Centre de Techniques de Planification et d'Économie Appliquée[8]

### Statisticien dans les continents
- Formation statistique en Afrique